# Gustave Brass Band
Le Gustave Brass Band est un groupe belge fondé en 2014 à Gembloux. Le groupe s'inspire de formations Brass Band telles que KermesZ à l'Est, Meute, Too Many Zooz, Youngblood Brass Band, Lucky Chops. Il propose un univers festif de morceaux instrumentaux et rapés aux influences Jazz, Rock et Electro.

## Historique
C'est durant leurs études à Gembloux Agro-Bio Tech que les membres du Gustave Brass Band se sont retrouvés dans la même "Commission Musicale", club d'étudiant.es musicien.nes organisant des jam sessions, soirées et concerts.
Jusqu'en 2014 le répertoire des concerts consiste en un ensemble de reprises de musique Pop mais également de musiques des Balkans et d'Europe de l'est telles que le Klezmer, et la formation se fait au fil des allées et venues des musicien.nes.
La création du groupe en tant que telle a lieu lorsque six étudiants décident de faire une tournée d'un mois dans le sud de la France et en Espagne à bord d'une vieille camionnette qu'ils nomment "Gustave", devenant ainsi le Gustave Brass Band. Durant un mois ils affirment leur jeu de scène et fixent les arrangements de leurs morceaux lors de nombreux concerts en rue et dans des bars.
Cependant il faut encore attendre la fin de l'été pour que le groupe se forme au grand complet, lorsque les étudiant.es qui le désirent rejoignent le mouvement. Durant ses premières années le groupe se produit dans de nombreux événements privés et publics mais également dans des festivals (voir la section de l'article listant les événements auxquels le Gustave Brass Band s'est produit).
Les compositions remplacent progressivement les reprises au fil des ans. Le Gustave Brass Band sort son premier EP officiel Brassstar en 2019. En 2021 le premier single du groupe, Tajikul, voit le jour.
En 2023 il s'associe à l'agence de booking CŌPPR ART lancée par Nicolas Jaumain,. Le Gustave Brass Band planifie la sortie de son album pour 2024.
Durant l'été 2023 le groupe se produit sur la scène principale du festival LaSemo
.
Le 1er février 2024 sort leur Single live Nobody Moves, qui fait parler de lui sur la chaine de TV et radio BX1 sur l'émission En Stoemelings. Cette sortie précède l'arrivée du premier Album du groupe Momentum le 20 mars 2024,.

## Univers Audiovisuel
Le Gustave Brass Band sort depuis 2019 plusieurs clips mettant en scène le groupe dans des scénarios variés et loufoques.
Le clip Brassstar (2019) accompagne la sortie de l'EP du même nom. Il met en scène un personnage qui entame une mélodie sur un des pianos semblant pousser au milieu d'une prairie. Il est soudain pris d'une folie contagieuse.
Le clip Musique Liquide (2021) représente le groupe en tenue de bain au bord d'un étang.
Le clip Tajikul (2021) apparait dans la sélection de "L'Oeil de Jam" dans un article de la RTBF. Ce clip met en scène une tentative désespérée du groupe de réveiller leur percussionniste d'entre les morts.
Le clip Brassdrugs sorti en 2024 est salué dans un article du Larsen Magazine. Ce dernier décrit l'incroyable découverte d'un médicament miracle, disponible en pharmacie, et permettant de se libérer de la morosité hivernale.
En 2024 toujours, la sortie du single Nobody Moves est accompagnée par la vidéo live de l'enregistrement, effectuée au milieu du carrefour Art-Loi à Bruxelles, lors d'une masse critique.

## A l'écran
Le titre Musique Liquide issu de l'EP Brassstar fait partie de la bande originale du court métrage Québécois Les Kéboches (Kebnecks)  scénarisé et réalisé par Gabriel Dupras en 2020.

## Événements (liste)
La liste ci-dessous est une liste non-exhaustive des événements auxquels le Gustave Brass Band s'est produit:
- le festival LaSemo (2016[16], 2017[17], 2023[7])
- Esperanzah! (2024[18])
- le Ward'in Rock Festival (2017[19])
- Namur en Mai (2017[20],[21])
- le Bluebird Festival (2018[22],2021[23], 2024[24])
- l'Aymon Folk Festival (2022[25])
- les Fanfarfelues Brass Band Festival (2022[2])
- le Paradisiac Field Festival (2022[26])
- le Festival Cuivres en Ardennes (2023[27])
- le Festival Ram Dam en Fanfare (Liège) (2018[28])
- le Donkey Rock Festival (2019[29])
- le Festival 'La Rue et Toi' (Ruette) (2019[30])
- le Festival de la coupe Mulet (Boussu) (2019[31])
- Fête de Wallonie Namur (2023[32], 2024[33],[34])